# Los caballeros las prefieren brutas
Los caballeros las prefieren brutas es un libro escrito por la colombiana Isabella Santodomingo, dirigido fundamentalmente a las mujeres (en cualquier situación civil), lleva por subtítulo: Someta, manipule y tenga feliz a su hombre. Trata principalmente sobre las relaciones de pareja heterosexuales contemporáneas, el machismo y el feminismo. 

## Contenido
Dividido en 4 partes y 25 capítulos, los temas son abordados tanto en forma divertida como seria, con cierto ingenio, ironía y polémica. Además, se incluyen una buena dosis de recomendaciones y de reflexiones desde la vida cotidiana. La autora expone su propuesta de "machismo por conveniencia", en una forma similar a los libros de autoayuda pero sin pertenecer totalmente a esta categoría. 
"Lo que ellos no saben es que ninguna mujer es realmente bruta; nos hacemos las brutas, que es muy sencillo", son palabras de la autora que condensan la idea central de la propuesta.
Al final del texto se incluyen una serie de test sobre compatibilidad para parejas.

### Partes del libro
- Primera: Dios las crea y ellas se frustran.

- Segunda: Nuestro sexo sentido.

- Tercera: ¡Una cuestión de convicción y de convictos!

- Cuarta: ¿Cómo no divorciarse y no morirse del aburrimiento?

- Anexo: Nos amamos o nos soportamos. El test del amor.

## Medios
Se desarrolló una serie de televisión latinoamericana inspirada en el texto y que lleva el mismo nombre. Fue producida por Laberinto Producciones para Sony Pictures Television y Caracol Televisión. Es filmada en calidad cinematográfica. Se estrenó el lunes 22 de febrero de 2010 a las 22:00 horas México / Colombia. La primera temporada consta de 22 capítulos que fueron dirigidos por Carlos Moreno, Juan Felipe Orozco, Alessandro Angulo y Henry Rivero.
A diferencia del libro, en la novela televisiva existen roles protagonistas y secundarios, además de una historia de vida que gira en torno al personaje ficticio Cristina Oviedo (interpretado por Valerie Domínguez), quien al igual que los demás no aparece en el texto original. Sin embargo, la mayoría de las situaciones, los problemas y las bromas fueron tomadas del libro. 
Extrañamente, el personaje que se adecúa más a las recomendaciones y forma de vida propuestos por Isabella Santo Domingo (en su libro) es el de la examiga de Cristina (y también semi enemiga), Pamela (interpretado por Ángela Vergara), quien en realidad desempeña el papel de "mala de la película", pues fue descubierta con el prometido de la protagonista un día antes del matrimonio y, además, luego se muda a vivir con él.

### Segunda temporada
Sony Pictures inició la transmisión una segunda temporada en noviembre de 2011, la cual sigue los lineamientos e historias principales de la primera, y consta de 40 episodios.

### Nueva producción
En 2020, Amazon Prime Video anunció que estrenará De Brutas Nada, inspirada en el libro Los Caballeros Las Prefieren Brutas. Producida y distribuida por Sony Pictures Television, la serie estará disponible exclusivamente en Prime Video el 6 de noviembre de 2020.